# Aufnahmebereitschaft
Als Aufnahmebereitschaft bezeichnet man in der Fotografie die Zeitspanne, die der digitale Fotoapparat nach dem Einschalten benötigt, um ein Bild anfertigen zu können.
Während fast alle analogen Kameras unmittelbar nach dem Einschalten aufnahmebereit sind, benötigt eine Digitalkamera einige Sekunden zum Booten des Kamerabetriebssystems.
Realistische Angaben über die Aufnahmebereitschaft finden sich in der Regel nicht in den Datenblättern der Kamerahersteller, sondern nur in unabhängigen Tests; bei vielen Modellen ist unter praktischen Aufnahmebedingungen mit Verzögerungen von zwei bis drei Sekunden zu rechnen. Manche Kameras, oft Kompaktkameras mit integriertem Blitzgerät, erreichen ihre Betriebsbereitschaft jedoch erst nach fünf bis über 15 Sekunden.
Digitale Spiegelreflexkameras sind in der Regel (ohne Blitzladezeit) in weniger als einer Sekunde, manche Modelle schon etwa 100 Millisekunden nach dem Einschalten für die erste Aufnahme bereit.